# Паттерсон, Лайман Рэй
Лайман Рэй Паттерсон (18 февраля 1929 — 5 ноября 2003) — американский профессор права, влиятельный специалист в сфере авторского права и историк.

## Биография
Паттерсон родился в Мейконе, Джорджия. Он окончил Университет Мерсера и получил степень магистра английского языка в Северо-Западном университете. После окончания университета преподавал английский язык в колледже Средней Джорджии, затем пошёл в армию, где изучал русский в языковой школе армии. Во время Корейской войны он служил переводчиком советских радиостанций. После армии он поступил на юридический факультет Университета Мерсер. После двух лет частной практики в фирме Matthews, Maddox, Walton and Smith в Роме (Джорджия), он вернулся в школу права Мерсер как преподаватель.
Во время работы в Мерсер Паттерсон учился на юридическом факультете Гарвардского университета и написал докторскую диссертация на тему истории авторского права. В 1966 году он получил докторскую степень, свою диссертацию он взял за основу для написания книги «Авторское право в исторической перспективе», опубликованной в 1968 году.
В 1963 году Паттерсон начал преподавать в школе права Университета Вандербильта, в то же время работал помощником федерального прокурора США. В 1973 году Паттерсон стал преподавателем школы права Университета Эмори, был её деканом. В 1987 году он начал преподавать в школе права Университета Джорджии и работал там вплоть до своей смерти в 2003 году. За время своей карьеры он был приглашённым профессором школ права Университета штата Джорджия, Университета Дьюка и Техасского университета в Остине.
Американская библиотечная ассоциация учредила премию Рэя Паттерсона в области авторского права. Первыми лауреатами были Кеннет Крюс (2005), Пру Адлер (2006) и Питер Джаззи (2007).
Рэй Паттерсон умер в возрасте 74 лет, у него была жена, Лаура Паттерсона, и две дочери Аделин Хиладо и Ида Паттерсон. У него также было четверо внуков, которые называют его источником вдохновения и по сей день. Он постоянно подчёркивал важность образования, к этому наставлению прислушались все четверо внуков. Его старший внук, Томас Рэй Хиладо, также учился в Университет Мерсер. Его старшая внучка, Лаура Кэрол Хиладо, училась в Университете Эмори, где Паттерсон был деканом школы права.

## Работы
- Copyright in Historical Perspective (Nashville: Vanderbilt University Press, 1968)
- The Nature of Copyright: A Law of Users' Rights (Athens: University of Georgia Press, 1991) (with Stanley W. Lindberg)